# Флорис III
Флорис III (нидерл. Floris III; 1141—1190) — граф Голландии с 1157 по 1190 год. 

## Биография
Флорис родился в 1141 году в семье голландского графа Дирка VI и Софии Сальм-Рейнек. После смерти Дирка VI в 1157 году стал графом Голландии. 28 августа 1162 года он женился на Аде Хантингдонской, дочери Генриха, графа Хантингдона. В 1165 году, потерпев поражение близ города Брюгге, Флорис попал в плен, в котором находился 2—3 года.
Участник Третьего крестового похода, умер в Антиохии в 1190 году.

## Дети
У Флориса III и Ады было 12 детей:
- Мехтильда (1163—1223), жена графа Альтена Арнольда
- Ада (1163—1205), вышла замуж в 1182 году за маркграфа Бранденбурга Оттона I
- Маргарет (1164—1203), вышла замуж в 1176 году за графа Клеве Дитриха IV
- Дирк VII (1165—1203)
- Виллем I (1167—1222)
- Флорис (1169—1210)
- Болдвин (1171—1204)
- Роберт (род. 1173)
- Биатрис (род. 1175)
- Элизабет (род. 1177)
- Хедвиг (род. 1179)
- Агнес (1181—1228)